# Rainvillers
Rainvillers är en kommun i departementet Oise i regionen Hauts-de-France i norra Frankrike. Kommunen ligger i kantonen Auneuil som tillhör arrondissementet Beauvais. År 2022 hade Rainvillers 892 invånare.

## Befolkningsutveckling
Antalet invånare i kommunen Rainvillers
| Referens: INSEE |